# 24.ª División (Ejército Popular de la República)
La 24.ª División fue una de las divisiones del Ejército Popular de la República que se organizaron durante la guerra civil española sobre la base de las brigadas mixtas. A lo largo de la contienda la unidad estuvo desplegada en los frentes de Andalucía, Madrid, Aragón y Segre, tomando parte en algunas de las principales batallas.

## Historial
Fue creada el 3 de abril de 1937, como una reserva del Ejército del Sur. Durante las semanas previas la división se había estado organizando en Alcaracejos, en torno a la 25.ª Brigada Mixta. En junio pasó a integrarse en el IX Cuerpo de Ejército.
El mando de la unidad fue asumido por el comandante Miguel Gallo Martínez, antiguo jefe de la 6.ª Brigada Mixta. La 24.ª división se trasladó posteriormente al frente del Centro y tomó parte en la batalla de Brunete, atacando al sur de Madrid. Poco después fue enviada de urgencia al frente de Teruel, donde participaría en la detención de la contraofensiva franquista sobre el sector de Albarracín, en julio de 1937. También tomó parte en la segunda fase de la batalla de Belchite. El 15 de noviembre de 1937 el comandante Gallo pasó a mandar el X Cuerpo de Ejército, siendo sustituido por el mayor de milicias Miguel Yoldi Beroiz. Para entonces la unidad tenía su cuartel general en Lagata. Durante los siguientes meses la 24.ª División permaneció en el frente de Aragón, sin intervenir en operaciones militares de relevancia.
En marzo de 1938, cuando se produjo la ofensiva franquista en el frente de Aragón, la división fue incapaz de resistir el impacto del ataque enemigo y emprendió una retirada desorganizada. Al parecer, según señala Hugh Thomas, se habría quedado sin municiones. La división fue disuelta el 12 de marzo, si bien sería recreada nuevamente el 19 de marzo con las brigadas mixtas 143.ª, 19.ª y 104.ª. El mando sería entregado al mayor de milicias Antonio Ortiz Ramírez, antiguo comandante de la 25.ª División anarquista. Tras el final de las ofensivas franquistas la 24.ª División estableció sus posiciones defensivas en torno al río Segre. Su cuartel general se estableció en Artesa de Segre.
A comienzos de julio el mayor de milicias Ortiz abandonó el mando de la unidad, huyendo a Francia; esto provocó que su sustituto, el mayor de milicias Miguel García Vivancos, diera orden de capturarlo y fusilarlo. Durante el resto del año la 24.ª División no intervino en operaciones de relevancia. A finales de 1938 se encontraba bajo el mando del mayor de milicias Hermenegildo Roca Oliver. Encuadrada en el XXIV Cuerpo de Ejército, se encontraba desplegada en el frente del Ebro.
Tomó parte en la primera fase de la campaña de Cataluña, sin mucho éxito. El 17 de enero de 1939 la unidad, fuertemente quebrantada y desorganizada, terminó siendo disuelta. Los restos de la unidad fueron utilizados para reforzar a la 43.ª División, mientras que el mayor Roca Oliver asumió el mando de la deshecha 56.ª División.

## Mandos
Comandantes
- comandante de infantería Miguel Gallo Martínez[17] (desde abril de 1937);
- mayor de milicias Miguel Yoldi Beroiz[18] (desde diciembre de 1937);
- mayor de milicias Antonio Ortiz Ramírez (desde marzo de 1938);
- mayor de milicias Gregorio Villarías López (mando accidental);
- mayor de milicias Miguel García Vivancos[14] (desde julio de 1938);
- mayor de milicias Hermenegildo Roca Oliver (desde noviembre de 1938);

Comisarios
- José Gallardo Moreno, del PCE;[19]
- Francisco Señer Martín, de la CNT;[20]

Jefes de Estado Mayor
- comandante de infantería José Guarner Vivancos (desde julio de 1937);[21]

## Orden de batalla
| Fecha               | Cuerpo de ejército adscrito | Brigadas mixtas integradas | Frente de batalla |
| Abril de 1937       | Ejército del Sur            | 25.ª, 52.ª y 86.ª          | Andalucía         |
| Julio de 1937       | II Cuerpo de Ejército       | 6.ª, 19.ª y 7.ª            | Centro            |
| 14 de julio de 1937 | II Cuerpo de Ejército       | 6.ª, 16.ª y 21.ª           | Centro            |
| Agosto de 1937      | V Cuerpo de Ejército        | 6.ª, 21.ª y 97.ª           | Aragón            |
| Diciembre de 1937   | XII Cuerpo de Ejército      | 6.ª y 153.ª                | Aragón            |
| Marzo de 1938       | XII Cuerpo de Ejército      | 6.ª, 140.ª y 153.ª         | Aragón            |
| Marzo-abril de 1938 | X Cuerpo de Ejército        | 143.ª, 19.ª y 104.ª        | Aragón-Segre      |
| Diciembre de 1938   | XXIV Cuerpo de Ejército     | 19.ª, 133.ª y 143.ª        | Ebro              |